# Antrakt
Antrakt (z fr. entr'acte) – przerwa między aktami przedstawienia teatralnego, opery, częściami koncertu muzycznego; także epizod instrumentalny wykonywany między aktami opery czy baletu (muzyka antraktowa).